# Миша (річка)
Миша — річка в Білорусі у Пінському й Іванівському районах Берестейської області. Права притока річки Ясельди (басейн Прип'яті).

## Опис
Довжина річки 9,4 км, площа басейну водозбіру 54 км² , середньорічний стік 1,73 м³/с . Формується безіменними струмками. Річка повністю каналізована.

## Розташування
Бере початок за 1,5 км на південно-західній стороні від села Малий Халажин. Тече переважно на північний схід і за 0,5 км на північній околиці села Рудка впадає у річку Ясельду, ліву притоку річки Прип'яті.